# Vlad I Uzurpatorul
Vlad I Uzurpatorul (fl. XIV-XV secolo) fu voivoda (principe) di Valacchia dal 1394 al 1397.

## Biografia
Ban di Craiova, Vlad "l'Usurpatore" (Uzurpatorul in lingua rumena) approfittò della fuga in Transilvania del voivoda Mircea I cel Bătrân, pressato dalle truppe del sultano dell'Impero ottomano Bayezid I, per sottrargli il trono. Venne spodestato da Mircea dopo la Crociata di Nicopoli (1396).
Le origini di Vlad I sono ad oggi ancora oggetto di dibattito. Rispetto alla normale tradizione che lo presenterebbe quale membro della schiatta dei Basarabidi (probabilmente figlio illigettimo di Radu I di Valacchia o Vladislav I di Valacchia, quindi fratellastro o cugino di primo grado di Mircea I cel Bătrân), recenti teorie hanno ipotizzato che Vlad fosse figlio di Dan I di Valacchia, fratello maggiore di Mircea, e quindi il primo membro della stirpe dei Dănești.